# Igor Kunitsyn
Igor Kunitsyn (Vladivostok, 30 de Setembro de 1981) é um tenista profissional russo, seu maior feito foi em 2008 ao vencer a final da Kremlin Cup, em 2008, ao bater o compatriota Marat Safin, ja foi 35° do mundo, mas nunca conquistou resultados expressivos em Grand Slam, faz parte da Equipe Russa de Copa Davis.
Encerrou o ano de 2011 como o número 71 do mundo.

## Simples
| Legenda (Simples)      |
| Grand Slam (0)         |
| Tennis Masters Cup (0) |
| ATP Masters Series (0) |
| ATP Tour (1)           |

| N. | Data            | Torneio        | Piso     | Oponente na final | Placar              |
| 1. | Outubro 4, 2008 | Moscou, Rússia | Duro (i) | Marat Safin       | 7–6(6), 6–7(4), 6–3 |